# Битва при Сіроямі
Битва при Сіроямі (яп. 城山の戦い, Сірояма но татакаї) — вирішальна битва між урядовими силами Імператора Японії і самураями Сацуми під керівництвом Сайґо Такаморі, що відбулося 24 вересня 1877 року. Абсолютна кількісна перевага імператорських військ призвела до повної поразки самураїв.

## Хід бою
Сайго і близько 400 самураїв, котрі залишилися з ним після численних атак з боку урядової армії, на початку вересня зосередилися на пагорбі Сірояма (з яп. «замкова гора»). Невдовзі генерал Ямаґата Арітомо на чолі 30 000 солдатів взяв їх у щільне оточення.

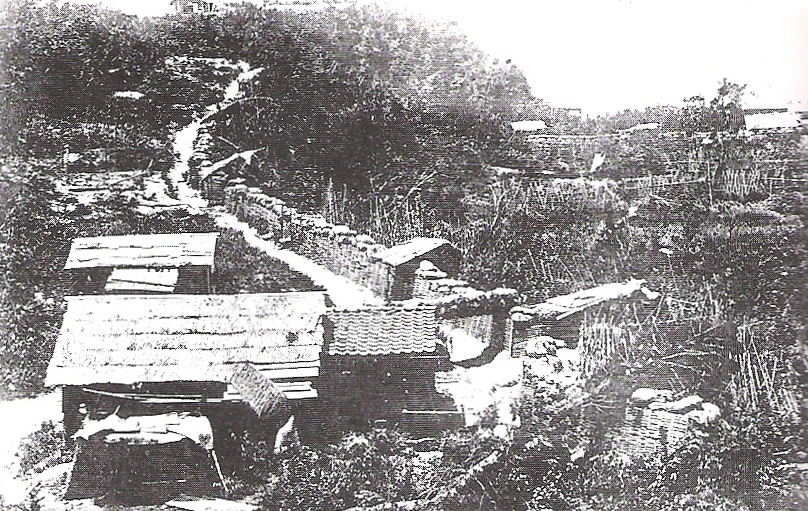
Укріплення імператорської армії біля Сіроями (фотографія 1877 року)

23 вересня Сайго надіслав до Ямагати двох офіцерів, щоб ті вмовили командувача імператорської армії відпустити решту самурайського загону з Сіроями. Однак той вимагав у відповідь здатися, що рівносильно для самураїв безчестю і ганьбі. Оскільки повстанці відмовилися здаватись, Ямагата у ніч на 24 вересня почав штурм Сіроями. Одразу після опівночі почалася артилерійська підготовка, до якої приєдналися кораблі, що стояли в гавані Каґосіми.
О 3:00 піхота почала штурм пагорба. Станом на 6:00 в загоні повстанців лишалося близько 40 людей, у тому числі Сайго і його найближчі соратники. О 7:00 вони спробували прорватися через оточення, однак це їм не вдалося. Сайго був поранений у праве стегно і живіт, після чого за допомогою соратника Беппу Шінсуке перебрався у більш безпечне місце, де зробив харакірі. По легенді, Беппу відрубав голову Сайго і передав її його слузі, котрий виніс рештки хазяїна з поля бою. Завдяки цьому уряд не зміг продемонструвати голову свого ворога як доказ своєї перемоги.

## Наслідки
Поразка у битві при Сіроямі позбавила всіх сил повстанців даймьо Сацума, що у підсумку поклало кінець Сацумському повстанню. Самураї як клас практично припинили своє існування. Японія продовжила свій курс на вестернізацію.

## Зображення у культурі
- Інтерпретація подій битви при Сіроямі показана у фільмі «Останній самурай» 2003 року.
- Пісня «Katana» шведської хеві-метал-групи «Enforcer» є референсом на події битви прі Сіроямі.
- Битві прі Сіроямі присвячена пісня «Shiroyama» шведської пауер-метал-групи «Sabaton».